# Helena de Rascia
Helena de Rascia o Helena de Serbia (en serbio: Jelena, húngaro: Ilona) (hacia 1109-hacia 1146), Reina Consorte de Hungría, esposa del rey Béla II de Hungría el Ciego.

## Biografía

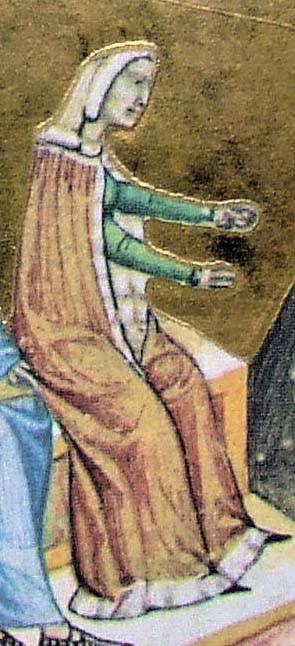
La princesa serbia Helena de Raška, Reina Consorte de Hungría.

Helena era una princesa serbia, hija del duque Uroš I Vukanović de Rascia y su consorte Anna. Hacia 1129 el rey Esteban II de Hungría arregló el matrimonio de la joven con su primo Bela, hijo del fallecido príncipe Álmos el ciego. Álmos había guerreado largamente contra su hermano el rey Colomán de Hungría (el padre de Esteban II) para obtener el trono. Sin embargo, para evitar conflictos sucesorios, Colomán ordenó en 1113 que Álmos fuese cegado junto con su hijo el pequeño Bela. 
Al suceder a su padre Colomán, Esteban II fue coronado rey húngaro en 1116 y practicó una política hostil contra aquellos que apoyaban a Álmos. No obstante, el trato a su primo Bela fue diferente y tras comprometerlo con Helena, otorgó a la pareja territorios en la región de Tolna.
Tras la muerte de Esteban II sin dejar herederos, Bela fue coronado el 28 de abril de 1131 como Béla II de Hungría y Helena como reina consorte. Pronto Helena ejerció gran influencia sobre su esposo ciego, aconsejándole y gobernando por él en muchas ocasiones. De esta forma, Helena junto con su hermano menor Belos Vukanović se convirtieron en las figuras de más relevancia en el reino. Precisamente fue ella quien persuadió a su esposo Bela de reunir una asamblea en la región húngara de Arad en Transilvania, donde 68 nobles húngaros fueron masacrados por haber apoyado al rey Colomán en el cegamiento del fallecido príncipe Álmos y del propio rey Bela II. 
Tras la muerte de Bela II el 13 de febrero de 1141, su hijo mayor Geza fue coronado como Géza II de Hungría aun siendo un niño. Fue por esto que la reina Helena actuó de gobernadora y regente junto a su hermano Beluš, a quien invitó a la corte húngara. Géza II asumió oficialmente sus funciones de rey en septiembre de 1146. Al poco tiempo después falleció Helena.

## Descendencia
- Isabel (c. 1129-1155), esposa de Miecislao III el Viejo
- Rey Géza II de Hungría (c. 1130-3 de mayo de 1162)
- Rey Ladislao II de Hungría (1131-14 de enero de 1163)
- Rey Esteban IV de Hungría (c. 1133-11 de abril de 1165)
- Princesa Sofía de Hungría (c. 1136-1161), monja en Admont[4]